# Olovsjön
Olovsjön är en sjö i Ljusnarsbergs kommun i Västmanland och ingår i Norrströms huvudavrinningsområde. Sjön har en area på 1,94 kvadratkilometer och ligger 153 meter över havet. Sjön avvattnas av vattendraget Arbogaån.

## Delavrinningsområde
Olovsjön ingår i det delavrinningsområde (664399-145122) som SMHI kallar för Utloppet av Olovsjön. Medelhöjden är 191 meter över havet och ytan är 14,23 kvadratkilometer. Räknas de 11 avrinningsområdena uppströms in blir den ackumulerade arean 309,21 kvadratkilometer. Arbogaån som avvattnar avrinningsområdet har biflödesordning 2, vilket innebär att vattnet flödar genom totalt 2 vattendrag innan det når havet efter 261 kilometer. Avrinningsområdet består mestadels av skog (69 procent). Avrinningsområdet har 2,02 kvadratkilometer vattenytor vilket ger det en sjöprocent på 14,2 procent.